# L'Horme
L'Horme är en kommun i departementet Loire i regionen Auvergne-Rhône-Alpes i centrala Frankrike. Kommunen ligger i kantonen La Grand-Croix som tillhör arrondissementet Saint-Étienne. År 2022 hade L'Horme 4 868 invånare.

## Befolkningsutveckling
Antalet invånare i kommunen L'Horme
| Referens: INSEE |